# Deireanne Morales
Deireanne Morales (12 de mayo de 1996) es una deportista estadounidense que compitió en taekwondo. Ganó una medalla de bronce en los Juegos Panamericanos de 2011 en la categoría de –49 kg.

## Palmarés internacional
| Juegos Panamericanos | Juegos Panamericanos | Juegos Panamericanos | Juegos Panamericanos |
| Año                  | Lugar                | Medalla              | Categoría            |
| -------------------- | -------------------- | -------------------- | -------------------- |
| 2011                 | Guadalajara (México) | Medalla de bronce    | –49 kg               |